# Kirche von Ørby

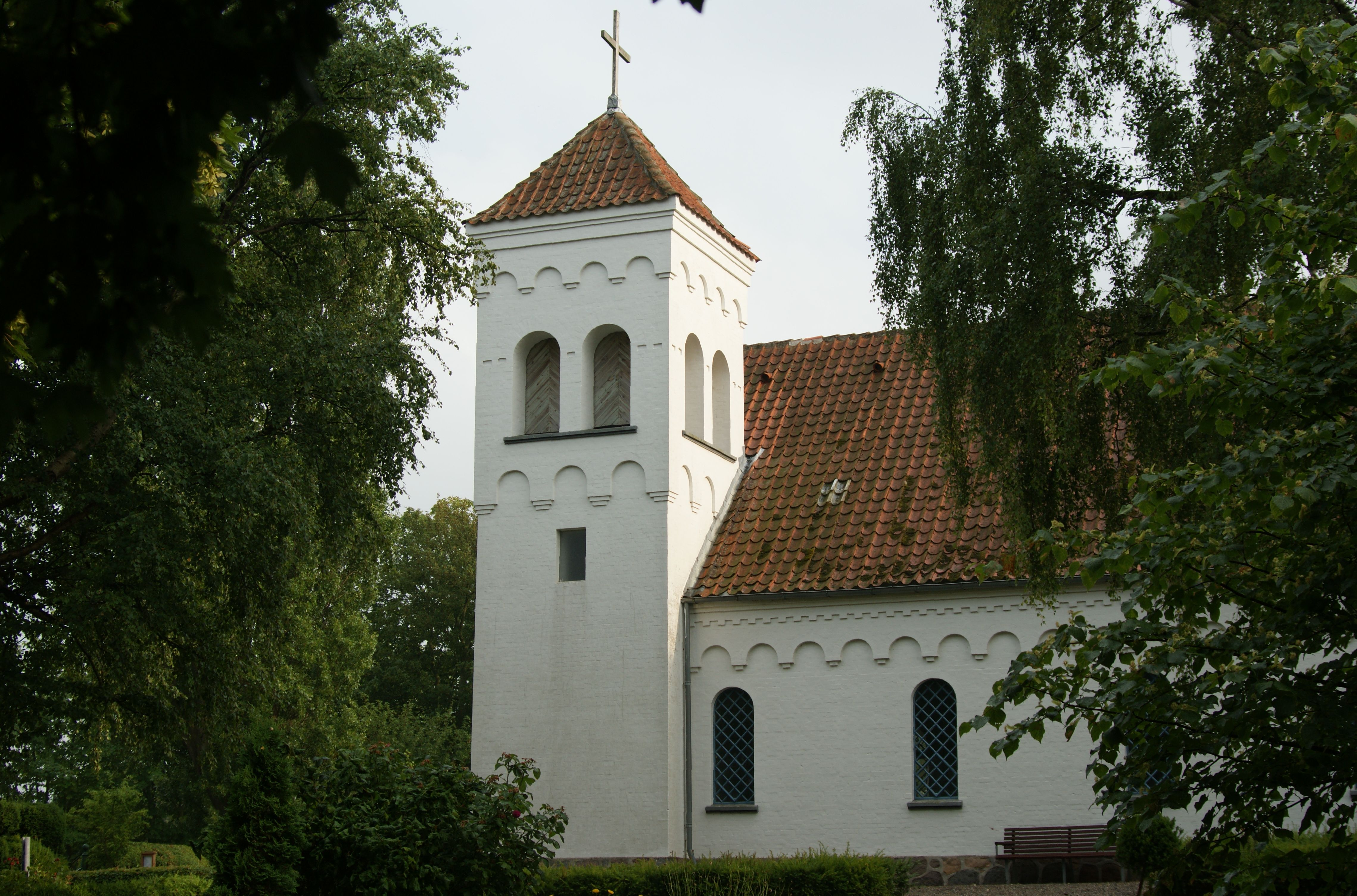
Ørby Kirke von Norden

Die Kirche von Ørby ist eine evangelisch-lutherische Kirche im Kirchspiel Samsø Sogn in der Gemeinde Samsø, Dänemark.

## Geschichte

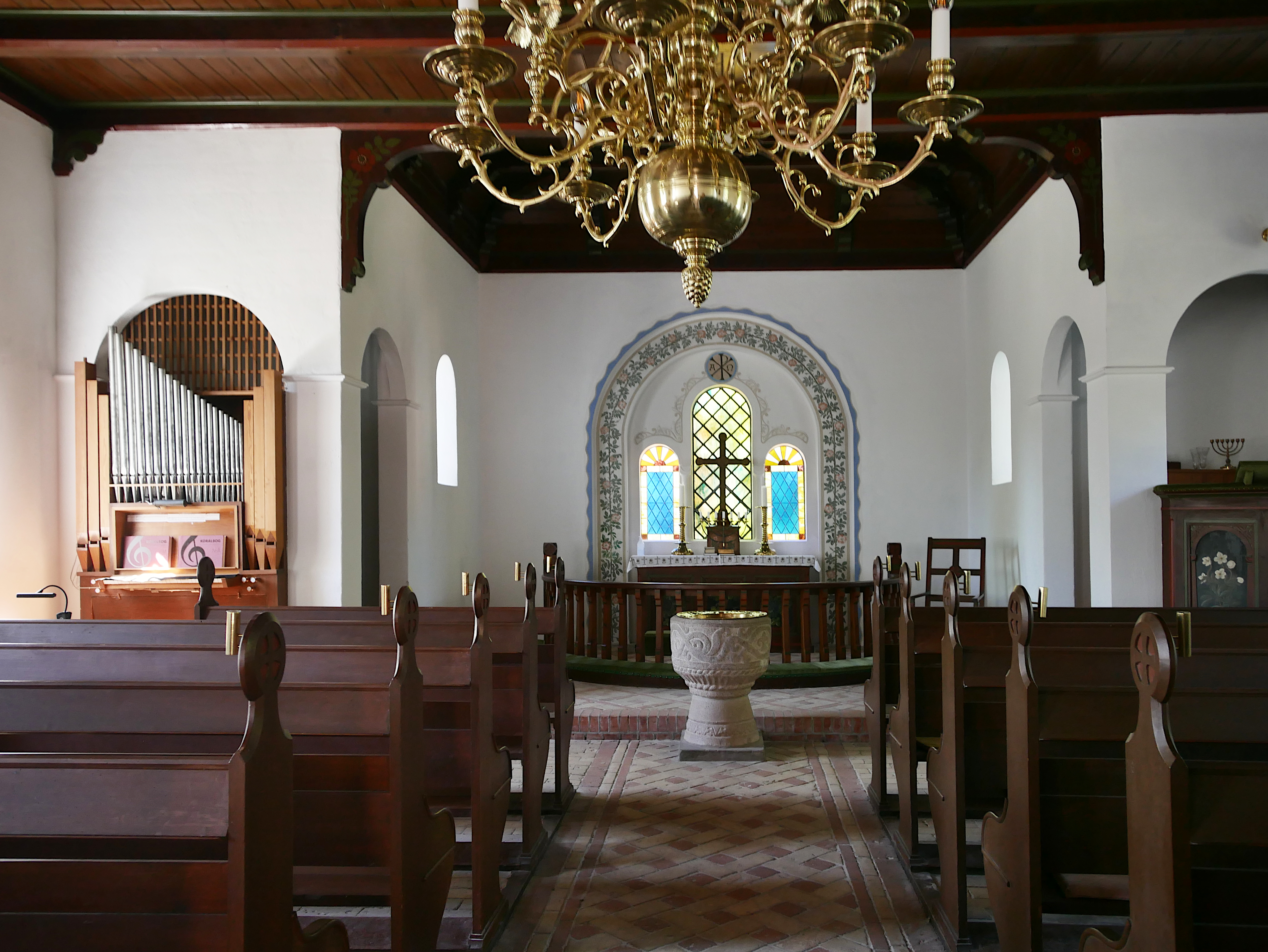
Kirchenschiff

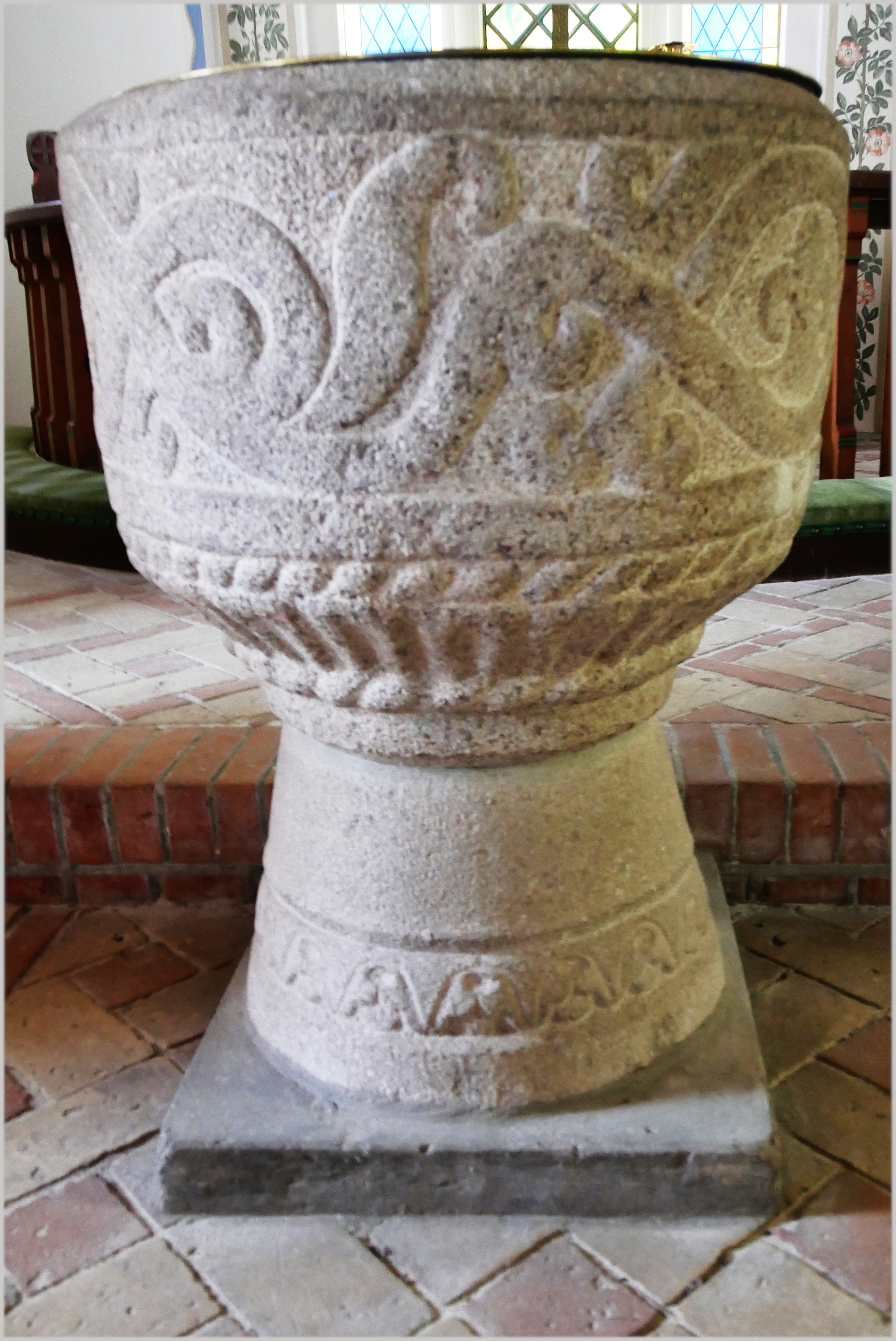
Romanischer Taufstein

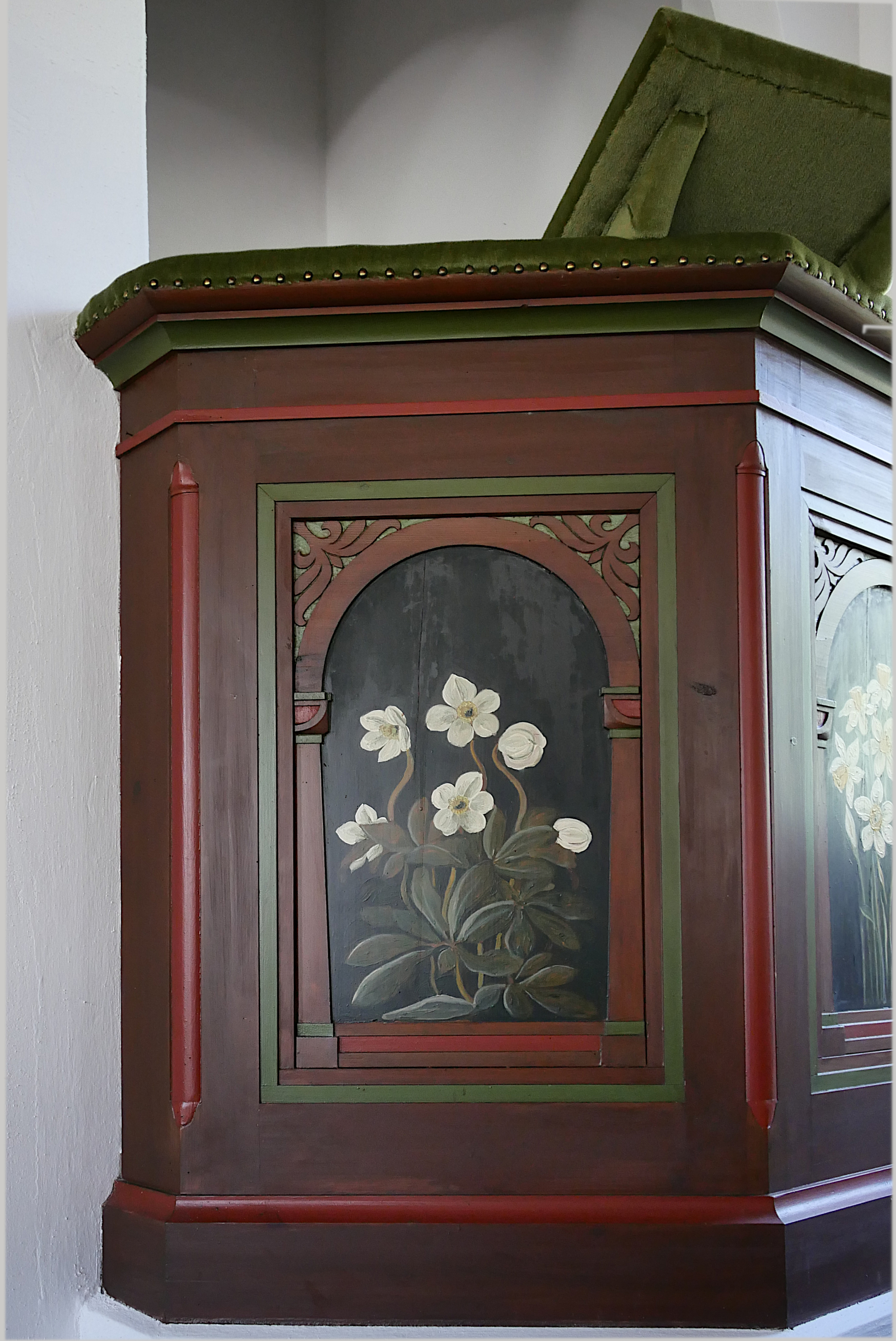
Kanzel

Der Bau der Kirche erfolgte auf Initiative der damals etwa 600 Einwohner von Ørby, die gerne eine eigenen Kirche haben wollten. Dieser seit 1888 gehegte Wunsch konnte erst 1904 in Angriff genommen werden, als bei einer Versammlung in der Schule beschlossen wurde, eine Kirche zu bauen. Der Bau wurde von der örtlichen Bevölkerung mit staatlicher Unterstützung finanziert und das Grundstück vom Grundeigentümer gestiftet. Die Kirche wurde unter Leitung des Kirchenvorstands errichtet und 1904 fertiggestellt. Sie wurde 1914 in die Gemeinde Tranebjerg Sogn eingegliedert und gehört seit 1962 zur die ganze Insel umfassenden Gemeinde Samsø Sogn.

## Gebäude und Außengelände
Die Kirche ist gewestet, aus Backstein erbaut und außen wie innen weiß gestrichen. Sie steht auf einem leicht vorspringenden Sockel aus behauenen und gemauerten Bruchsteinen. Der im Vergleich zu den mittelalterlichen Kirchen eher kleine und niedrige Turm steht unüblicherweise an der nordwestlichen Ecke der Kirche. Turm und Wände sind außen mit Rundbogenfriesen geschmückt. Der Haupteingang besteht aus einem Portal mit Säulen und einer halbrunden Lünette. Über drei weiteren Fenstern befindet sich ein Treppengiebel.
Der Friedhof wurde 1930 aufgrund einer Petition der Bevölkerung um die Kirche herum angelegt. Das Grundstücksgeschäft wurde aufgrund von Meinungsverschiedenheiten über den Preis durch Enteignung abgewickelt. Die Leichenhalle wurde 1938 gebaut. Zuvor wurden die Toten in ihren Häusern aufgebahrt. Im Jahr 2005 wurde der Parkplatz nördlich der Kirche gebaut.

## Innenraum
Der Innenraum ist mit einer Balkendecke gedeckt. Die dunkelbraunen Balken ruhen auf gebogenen Konsolen. Auf ihnen liegen die ebenfalls dunklen, furnierte Bretter. Links und rechts neben dem Chor im Westen der Kirche befindet sich jeweils ein Raum, der durch rundbogige Öffnungen mit Chor und Kirchenschiff verbunden ist. Die Öffnung des südlichen Nebenraums zum Kirchenschiff wird heute von einer Orgel eingenommen. Die heutige Orgel wurde 1955 von Wilhelm Hemmersam in Kopenhagen erbaut. Sie besitzt sechs Register, ein Manual und ein angehängtes Pedal.
Ørby war die erste Kirche der Gemeinde, die über ein Harmonium verfügte. Dieses wurde bis 1918 gespielt und danach durch eine Orgel ersetzt.

## Kalkmalereien
An der Stirnwand hinter dem Altar befinden sich Kalkmalereien. Oberhalb des dreiteiligen Fensters befindet sich in einem Kreis ein Jesusmonogramm, flankiert von Alpha und Omega. Direkt über den Fenstern sind schlanke hellgraue Ornamente zu sehen und der ganze Bereich der Fenster wird von einem Band mit Rosenornamenten umschlossen.

## Ausstattung
Der romanische Taufstein wurde aus rötlichem Granit gefertigt. Er besteht aus zwei Teilen, dem mit Ornamenten verziertem Becken und dem Fuß. Der Überlieferung nach stammt das Becken aus der Kirche von Ferritslev auf Fünen, die in der letzten Hälfte des 16. Jahrhunderts abgerissen wurde. Er wurde danach unter anderem von einem Schmied als Viehtränke verwendet, landete auf einem Abfallhaufen, wurde danach als Pflanzschale für Wintergrün genutzt, und schließlich fachmännisch restauriert der Kirche in Ørby gespendet. Die Taufschale ist aus Messing und zeigt eine Darstellung der Taufe Christi.
Die Kanzel hat drei Seiten und besteht wie der Altartisch aus Säulen und Füllungen. Die Felder der Füllungen sind mit Darstellungen von Christrosen, Osterglocken und Fackellilien auf schwarzem Grund und geschmückt.
Die Glocke wurde im Jahr 1904 in Aalborg gegossen. Sie zeigt ein gekröntes und von Efeublättern umgebenes Monogramm von Christian IX.